# Tilstandssum
Tilstandssummen er inden for statistisk mekanik en central størrelse, der beskriver et system. Den er summen af de unormerede sandsynligheder for hver enkelt mikrotilstand og bruges derfor til at normere sandsynlighederne.

## Kanonisk ensemble
For et lukket system, der kan udveksle energi med omgivelserne - i statistisk mekanik kaldet et kanonisk ensemble - er sandsynligheden for mikrotilstanden {\displaystyle i} med energien {\displaystyle E_{i}} proportional med eksponentialfunktionen:
{\displaystyle p_{i}\propto \mathrm {e} ^{\frac {E_{i}}{k_{\text{B}}T}}}
hvor {\displaystyle T} er systemets temperatur, {\displaystyle k_{B}} er Boltzmanns konstant.
Tilstandssummen er blot summen over alle mikrotilstande {\displaystyle i}:
{\displaystyle Z=\sum _{i}\mathrm {e} ^{\frac {E_{i}}{k_{\text{B}}T}}}
Den normerede sandsynlighed findes ved at dividere med tilstandssummen:
{\displaystyle p_{i}={\frac {\mathrm {e} ^{\frac {E_{i}}{k_{\text{B}}T}}}{Z}}}
idet summen af sandsynligheder derved giver 1:
{\displaystyle \sum _{i}p_{i}={\frac {1}{Z}}\sum _{i}\mathrm {e} ^{\frac {E_{i}}{k_{\text{B}}T}}={\frac {Z}{Z}}=1}
Denne fordelingen er Boltzmann-fordelingen.